# Lendkanal

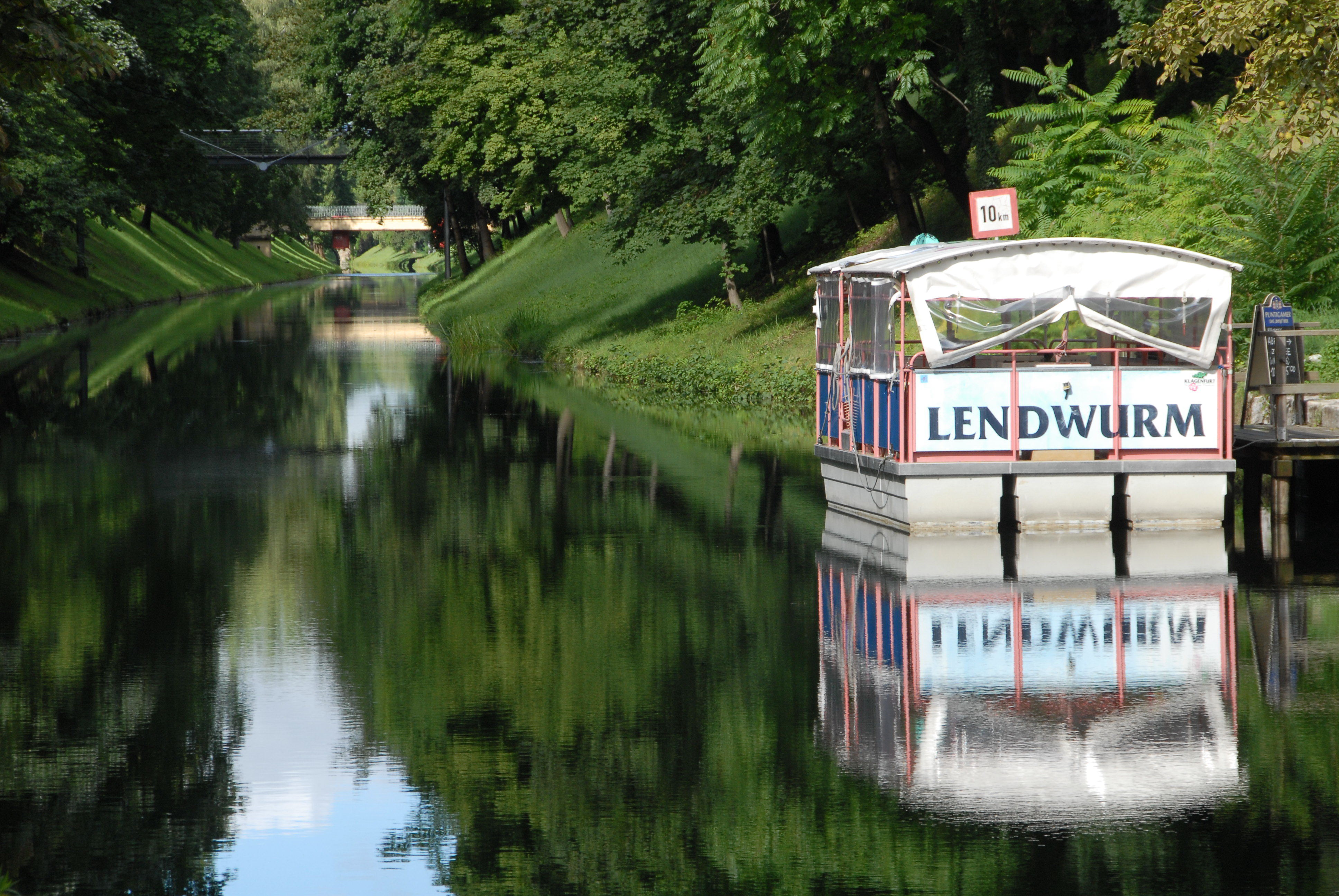
Lendkanal mit Ausflugsboot „Lendwurm“ vor Anker

Übergang vom Lendkanal in den Wörthersee

Der Lendkanal ist eine vier Kilometer lange künstliche Wasserstraße, die vom Wörthersee bis ins Zentrum von Klagenfurt führt. Auf seinem größten Teil verläuft er parallel zur Tarviser Straße im Norden (früher „Lendweg“ und „Schiffgasse“). Im Süden begleitet ihn die Villacher Straße. Im Westen zieht sich der Lendkanal vom Europapark Klagenfurt und dem Minimundus entlang durch den sogenannten „Lendspitz“ und mündet bei Schloss Maria-Loretto in den Wörthersee. Über den Kanal führen mehrere Brücken, einige davon sind architektonisch und historisch bedeutsam. Die Straßen am nördlichen Ufer des Lendkanals sind heute bei Radfahrern und Inline-Skatern sehr beliebt. Da sie vom Aushubwall gesäumt wird und deswegen im Sonnenschatten liegt, ist die innere Lend im Winter oft zugefroren und bietet meist ab Dezember eine stadtnahe und lange Eislaufbahn.
Der Name „Lend“ stammt vom mittelhochdeutschen Lände, der einfachsten Form eines Binnenhafens. Ursprünglich im 16. Jahrhundert als Wasserzufuhr für den Stadtgraben und als Transportweg für Bau- und Heizmaterial errichtet, dient der Lendkanal heute als Naherholungsgebiet.

## Entstehung
Bereits im 13. Jahrhundert entwickelten Heinrich und Albert von Haileck (Von Hallegg) den Plan, die Stadt Klagenfurt mit dem Wörthersee durch einen Kanal zu verbinden. Doch dies scheiterte am Widerstand des Klosters Viktring, dem die entsprechenden Grundstücke gehörten. So kam es dazu erst, nachdem die Stadt nach einem verheerenden Brand im Jahr 1518 durch Kaiser Maximilian I. an die Landstände geschenkt wurde. Diese planten den Wiederaufbau einer befestigten Stadt, wozu sie 1527 mit dem Aushub des damals „Seegraben“ genannten Kanals durch böhmische Arbeiter begannen, der den kurz darauf errichteten Stadtgraben sowie auch die Stadt im Falle von Feuer mit Wasser speisen sollte.
Das Aushubmaterial bildete direkt daneben einen Damm und ist heute die Basis für die Villacher Straße. Damals war der Kanal 4,5 Kilometer lang und reichte bis an den Stadtgraben. 1558 wurde der Kanal bereits auf eine Breite von 40 Metern vergrößert. Damit entstand eine Verbindung zum See, die von Anfang an als wichtiger Transportweg galt. 1580 wurden zur Unterstützung sogar venezianische Gondoliere geholt. Im Zuge der Koalitionskriege Anfang des 19. Jahrhunderts sprengten die eingefallenen Franzosen die Befestigungsmauern und legten so auch den Graben trocken. Daher endet der Lendkanal seither im „Lendhafen“.

## Schifffahrt

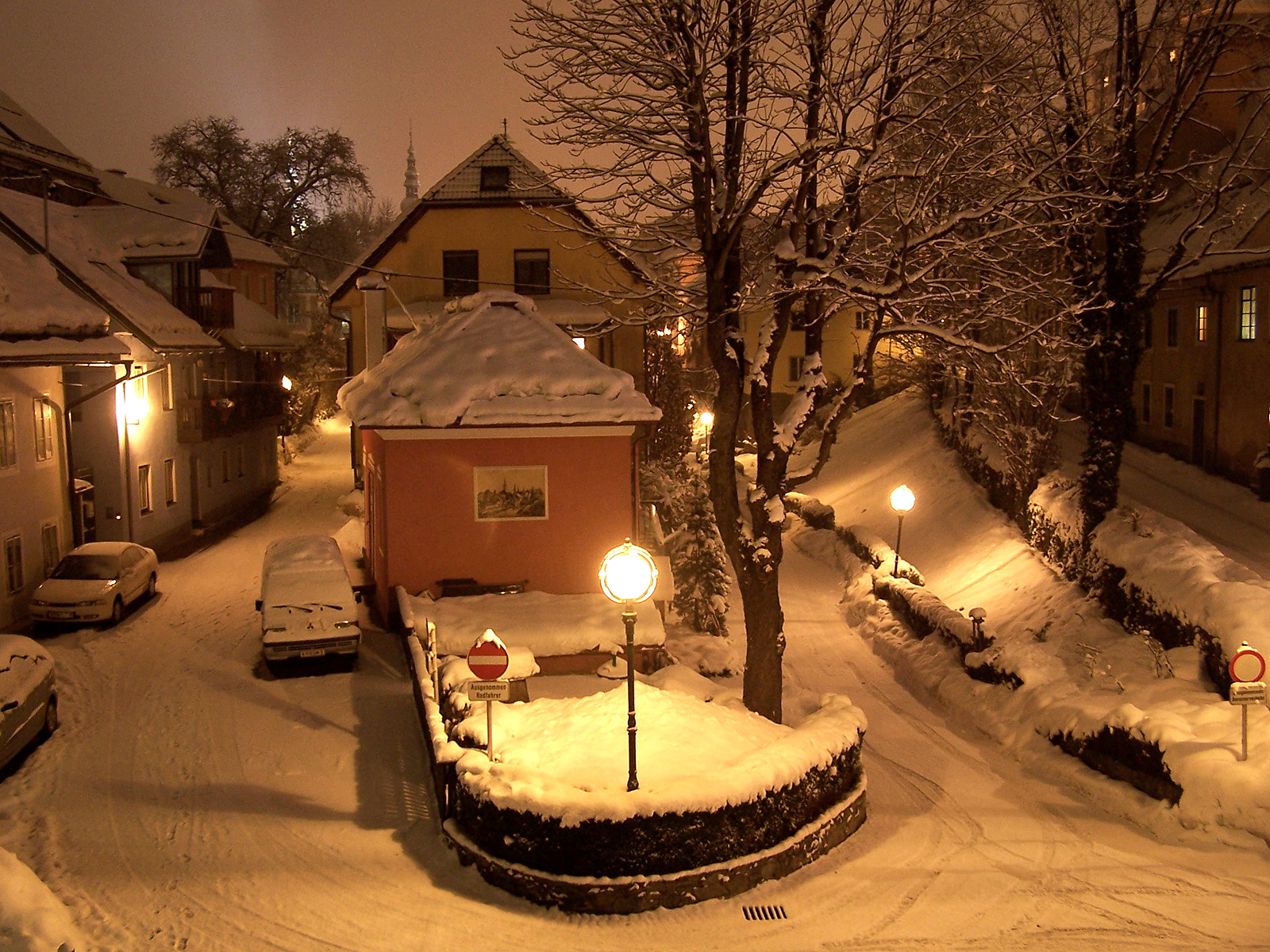
Die Gassen des kleinen Viertels am Lendhafen waren in vorigen Jahrhunderten Wohnstätte der Taglöhner und Handwerker

Die Schifffahrt auf dem Lendkanal und auch auf dem Wörthersee war bis ins 18. Jahrhundert ein Monopolbetrieb der Landstände. Sie unterhielten deshalb im Jahr 1700 eine Flotte von 100 Frachtschiffen sowie zahllose kleinere Kähne. Klagenfurt wurde damals hauptsächlich über diesen Wasserweg versorgt: Fische, Baumaterial, Holz, Ziegel, Steine, Kalk und Kohle wurden in die Stadt getreidelt, während Getreide über den Wörthersee und weiteren Landweg nach Villach gebracht wurde. Ab 1774 durften die Bauern selbst ihr Holz auf eigenen Schiffen in die Stadt bringen.
Lustfahrten für den Adel waren bereits im 16. Jahrhundert beliebt. Ab 1853 wurde auch ein Dampfer für den Personenverkehr eingesetzt. Dies war ein großer Erfolg, Aufzeichnungen berichten von 60.000 Passagieren im Jahr 1883. 1920 wurden bereits 300.000 Passagiere gezählt und 1942 – Klagenfurt war damals Lazarettstadt – waren es sogar 420.000. Nach dem Krieg konnte nicht mehr an diese Erfolge angeknüpft werden. Grund dafür war die Straßenbahn, die direkt neben dem Lendkanal auf der Villacher Straße zum See verlief. Ab 1987 verkehrte in den Sommermonaten wieder ein kleines Passagierschiff – der „Lendwurm“ – zwischen Lendhafen und der Ostbucht des Wörthersees. Ab Sommer 2012 wurde dieser Betrieb für einige Jahre mit der „ES Maria Wörth“ – einem Elektro-Solarschiff – durchgeführt. Aus Gründen des Naturschutz wird mittlerweile ein Schifffahrtsbetrieb im Lendkanal nicht mehr genehmigt.

## Lendhafen

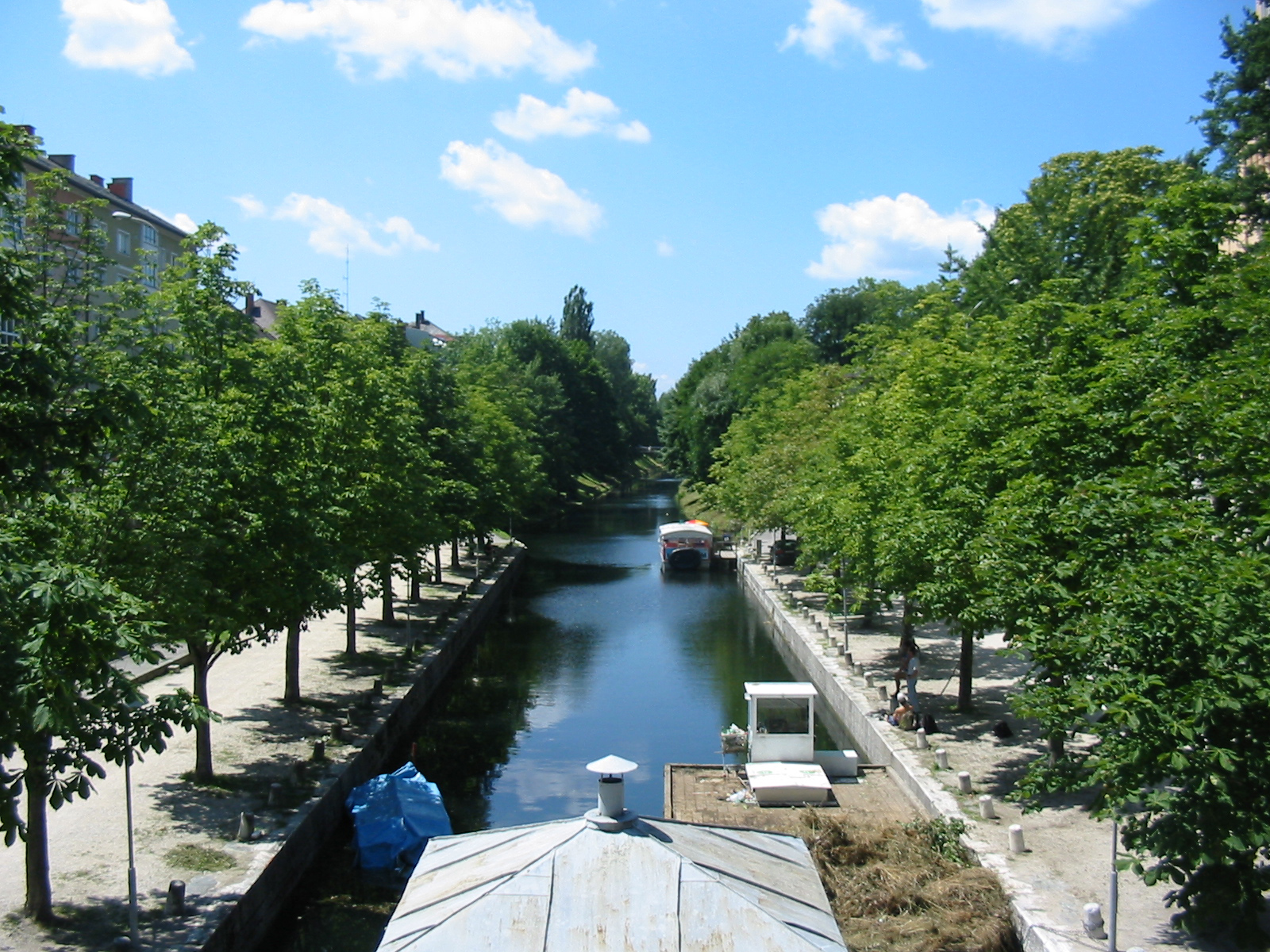
Lendhafen

Der Lendhafen bildet heute den Abschluss des Lendkanals nahe der Klagenfurter Innenstadt und wird an seinem Ende vom Elisabethsteg überspannt. Heute wirkt der Lendhafen sehr idyllisch und ruhig, in früheren Jahrhunderten war er einer der geschäftigsten Orte Klagenfurts, denn die vom See transportierte Ware wurde hier gleich zum Verkauf angeboten. Aus dieser Zeit übrig geblieben ist der Steinerne Fischer, eine Grünschieferstatue, die zur damals wichtigen Hygienevorschrift ermahnte, nur tagesfrischen Fisch zu verkaufen. Die Statue befindet sich nach langer Odyssee seit 1988 auf dem Benediktinerplatz und kann somit nach Jahrhunderten wieder auf einem Marktplatz die sagenhafte Drohung bezeugen, dass Marktordnungsverstöße mit Versteinerung bestraft würden. Wie so viele Plätze in Klagenfurt sind auch hier die Umfassungsmauern, Stiegen und Auffahrtsrampen aus Pörtschacher Marmor. In den Jahren 1864 bis 1866 wurde von Josef und Anton Bierbaum an der Nordseite über dem Hafen die Johanneskirche – lange Zeit die einzige evangelische Kirche der Stadt – im neugotischen Stil errichtet.
Im Lendhafen war auch das Vereinsheim des im Jahr 1890 gegründeten „Eislaufvereins Wörthersee“, welches 1944 – wie auch das evangelische Pfarrhaus – durch einen Bombentreffer schwer beschädigt und 1953 abgetragen wurde. Eine Baracke beherbergte danach eine Eisstockanlage, die in den 1990er-Jahren einem – mittlerweile ebenfalls abgebauten – Café in einem ehemaligen Straßenbahnwaggon weichen musste. Die Grundmauern der Baracke sind heute noch vorhanden.
Seit mehreren Jahrzehnten wurden verschiedene Pläne zur Revitalisierung und Nutzung dieses romantischen Orts erstellt, zu konkreten Umsetzungen ist es – bis auf kleinere Kulturevents und einen Adventmarkt 2023 – noch nicht gekommen.

## Brücken

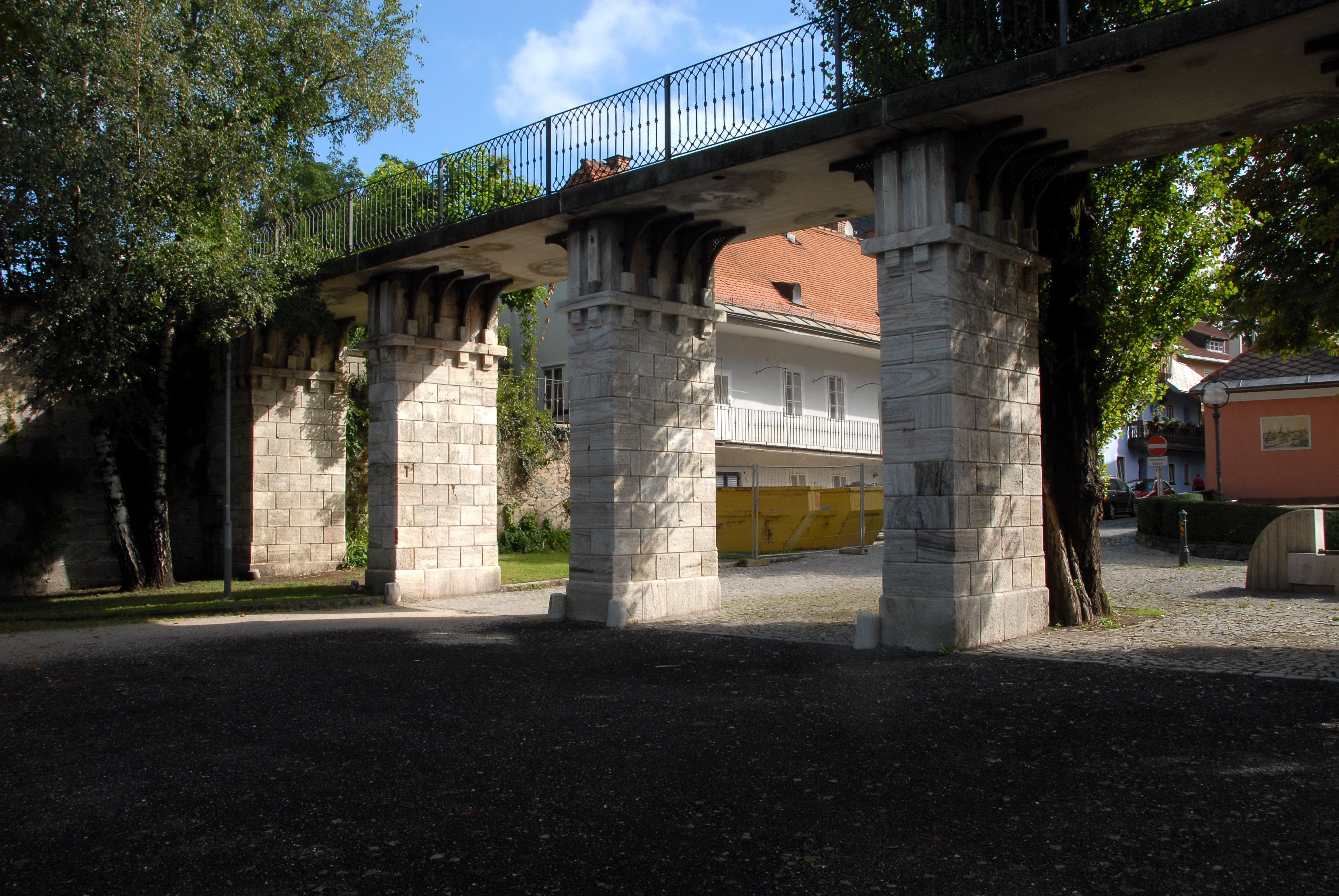
Elisabethbrücke über den Lendhafen

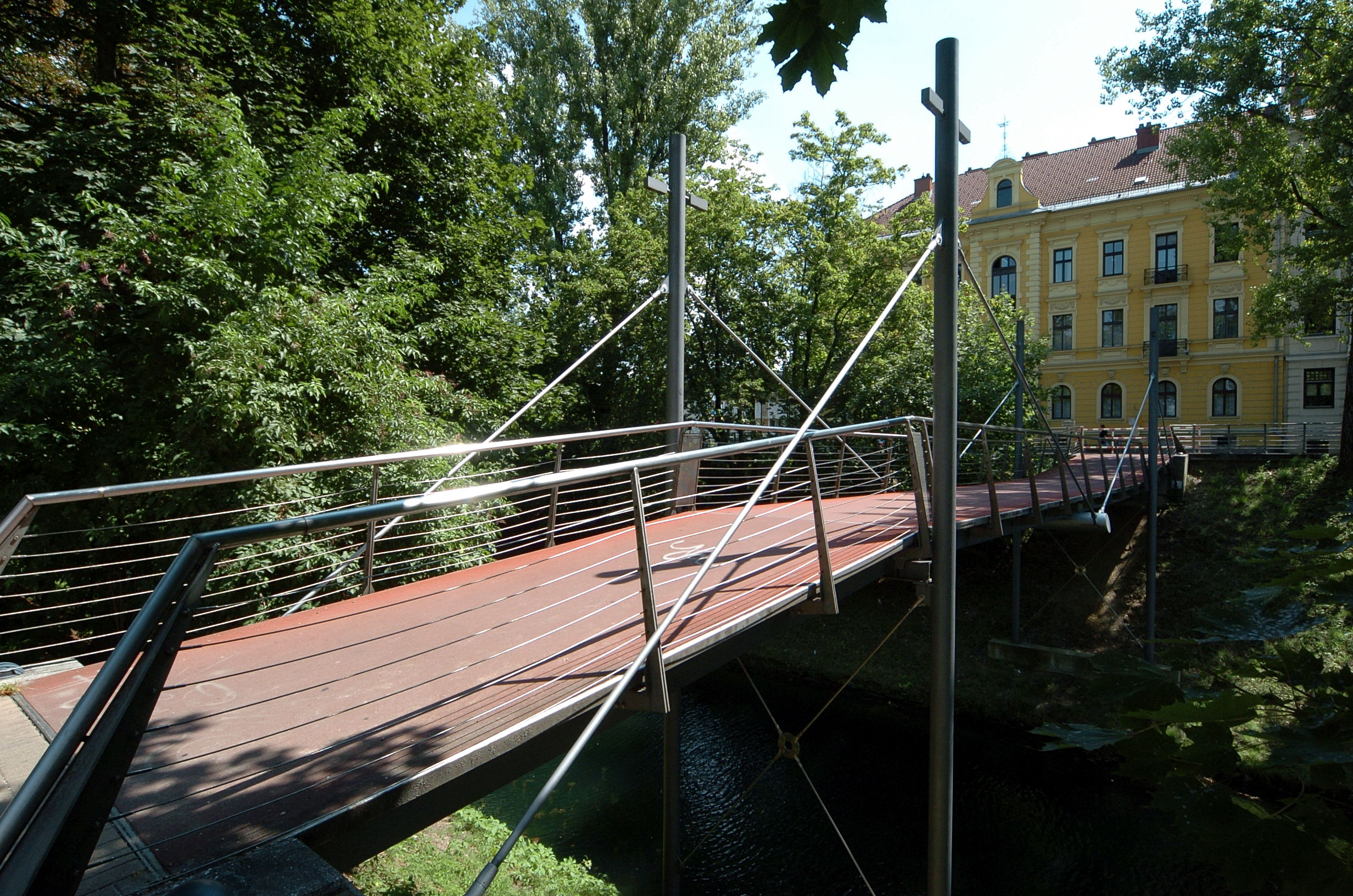
Jergitschsteg aus dem Jahr 2000

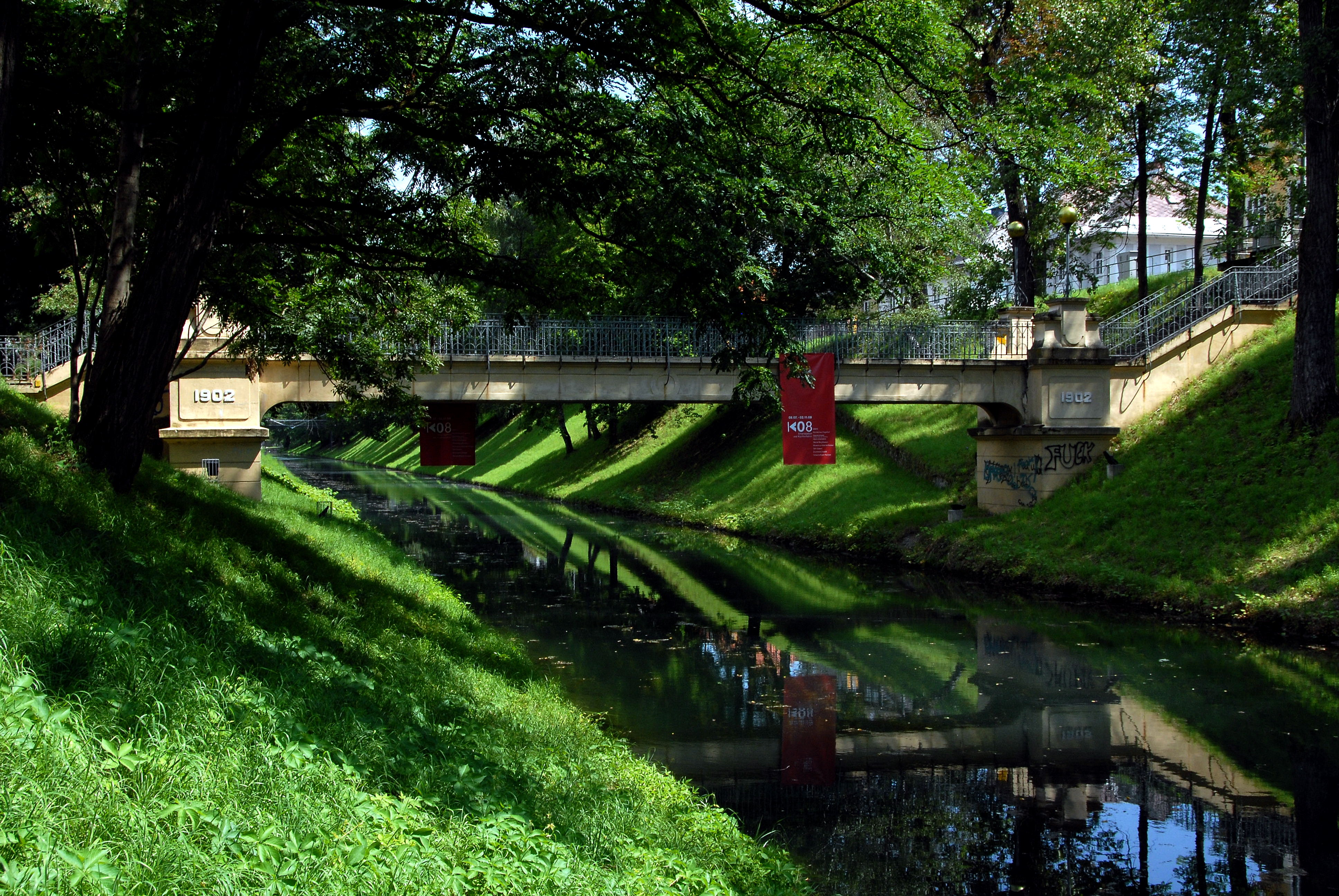
Rizzisteg im Jugendstil aus dem Jahr 1902

Über den Lendkanal reichen auf der Strecke vom Lendhafen bis zu Maria Loretto zehn Fußgängerstege beziehungsweise Brücken (Reihenfolge vom Lendhafen zum See):

### Elisabethbrücke
Die Elisabethbrücke (oder Elisabethsteg) wurde 1856 von Domenico Venchiarutti errichtet und nach der damaligen Kaiserin „Sisi“ benannt. Diese war zur Freude der Bevölkerung auch bei der Einweihung als 19-Jährige anwesend. Der schmale Steg markiert das Ende des Lendkanals im Lendhafen und bietet einen herrlichen Blick in Richtung See beziehungsweise Innenstadt, der im 19. Jahrhundert besonders beliebt bei Malern war.
Die Brücke wurde 2017 mit einer Holz-Stahl-Konstruktion auf Basis der originalen Steinpfeiler renoviert.

### Jergitschsteg
Der Jergitschsteg – wie auch die Straße nach dem Klagenfurter Ferdinand Jergitsch, einem Begründer der Freiwilligen Feuerwehr in Österreich, benannt – ist neben der Brücke beim Metnitzstrand eine der neuesten Fußgänger- und Radfahrerbrücken über den Lendkanal. Ursprünglich wurde er im Jahr 1942 als Holzsteg von der Technischen Nothilfe für die Angestellten der NSDAP-Dienststelle, die sich im danebenliegenden ehemaligen Priesterseminar (heute Diözesanhaus) in der Tarviser Straße befand, errichtet. Im Jahr 1955 wurde diese Behelfsbrücke durch eine Betonbrücke ersetzt. Die 28 Meter lange und 2 Meter breite Brücke erforderte damals 100.000 Schilling Baukosten. Im Jahr 2000 wurde an der gleichen Stelle der bisherigen Betonbrücke die neue, leichte Brücke in Metallbauweise um 200.000 € errichtet.

### Rizzisteg
Der im Jahr 1902 im Jugendstil erbaute Rizzisteg ist eine der schönsten Brücken über den Lendkanal. Unmittelbar vor und nach der Brücke kann man noch die Befestigungsmauern des Treidelpfades erkennen, der unter der Brücke durchführte. Die Rizzibrücke und -straße sind nach dem Dichter und Journalisten Vinzenz Rizzi benannt.

### Autobahn-Eisenbahn-Brücke

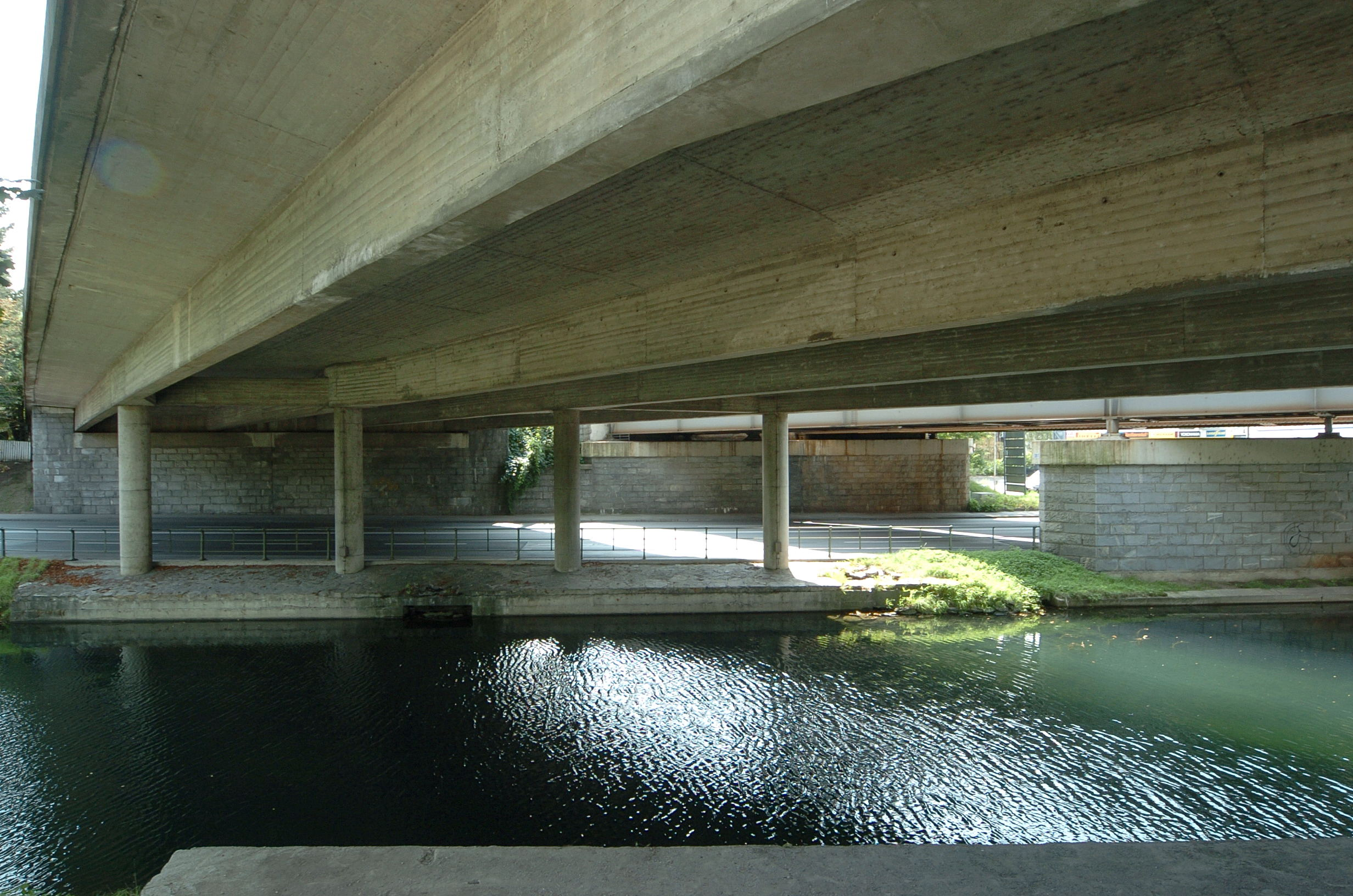
Autobahnbrücke über die Lend, rechts davon die Eisenbahnbrücke

Eigentlich zwei nebeneinander stehende Brücken aus Beton für den 1972 eröffneten Autobahnzubringer zur Südautobahn sowie parallel dazu die Eisenbahn Richtung Wörthersee, unter die die Villacher Straße, der Lendkanal und die Tarviser Straße geführt werden. Auf der Nordseite wurden die Brückenpfeiler von der Stadt zur Bemalung mit Graffiti freigegeben.

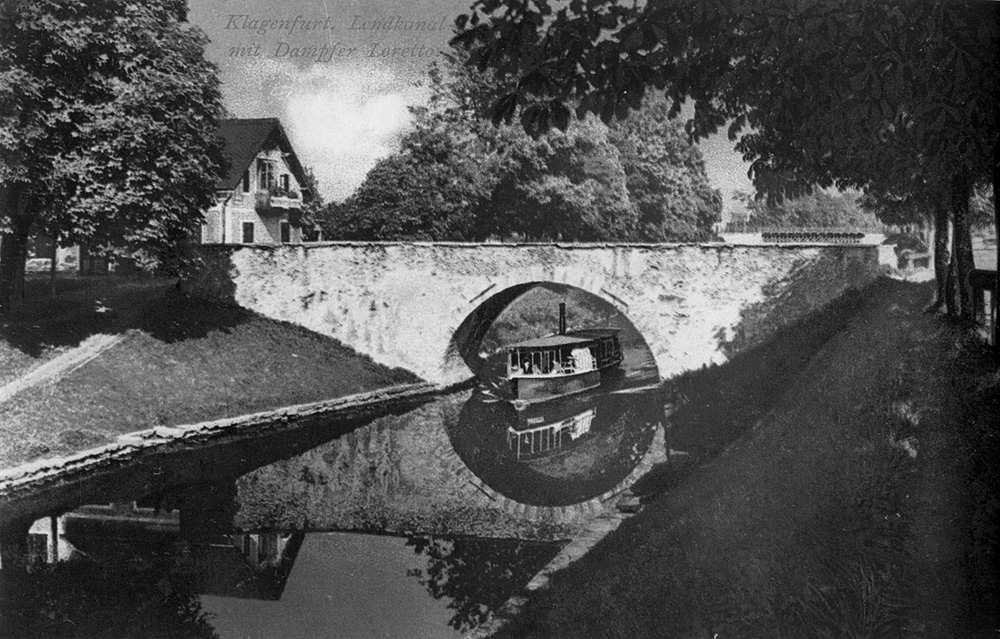
Die Steinerne Brücke in einer Ansicht von ca. 1880 mit dem Dampfschiff „Loretto I“

### Steinerne Brücke
Die Steinerne Brücke ist die älteste Brücke über den Lendkanal. Sie wurde im Jahr 1535 errichtet und ist somit die wahrscheinlich älteste erhaltene Brücke in Kärnten. Sie war die einzige Verbindung zwischen den Ortschaften und heutigen Klagenfurter Stadtteilen Waidmannsdorf und St. Martin. Die Brücke ist aus Bruchsteinen errichtet, ihr Halbbogen wird durch die Spiegelung im dunklen Wasser zu einem vollen Rundbogen ergänzt. 1966 musste sie den modernen Verkehrsanforderungen gemäß angepasst und auf eine Breite von 13,5 Meter erweitert werden, dabei wurde ihr einzigartiger Charakter nicht beschädigt. Im Sommer ist die Steinerne Brücke ein beliebter Treffpunkt für Fahrradfahrer auf dem Weg von der Stadt zum See.

### Heinzelsteg
Eine unspektakuläre Fußgängerbrücke aus dem Jahr 1962. Benannt nach Julius Heinzel, ehemaliger Direktor des Klagenfurter Gymnasiums und Landesschulinspektor.

### Paternioner Brücke
Die Paternioner Brücke ist neben der Steinernen Brücke der wichtigste Übergang für den Straßenverkehr. Ihren offiziell nicht festgelegten Namen erhielt sie durch das benachbarte, nicht mehr existierende Gasthaus Paternioner. Über sie führt die Villacher Straße, eine der Hauptverbindungsstraßen Klagenfurts, unter ihr führt der Radweg Richtung Wörthersee. Die Paternioner Brücke war ursprünglich aus Holz und musste im Jahr 1910 verstärkt werden, da sie sonst für die elektrische Straßenbahn nicht genügend Tragkraft besessen hätte. In den Jahren 1946 bis 1950 wurde während des Neubaus der Paternioner Brücke eine Behelfsbrücke in unmittelbarer Nähe für den Verkehr verwendet.

### Loreleisteg (Radfahrsteg)
Der Radfahrsteg bei Minimundus liegt in der Nähe der Universität Klagenfurt, des Planetariums und Reptilienzoos.

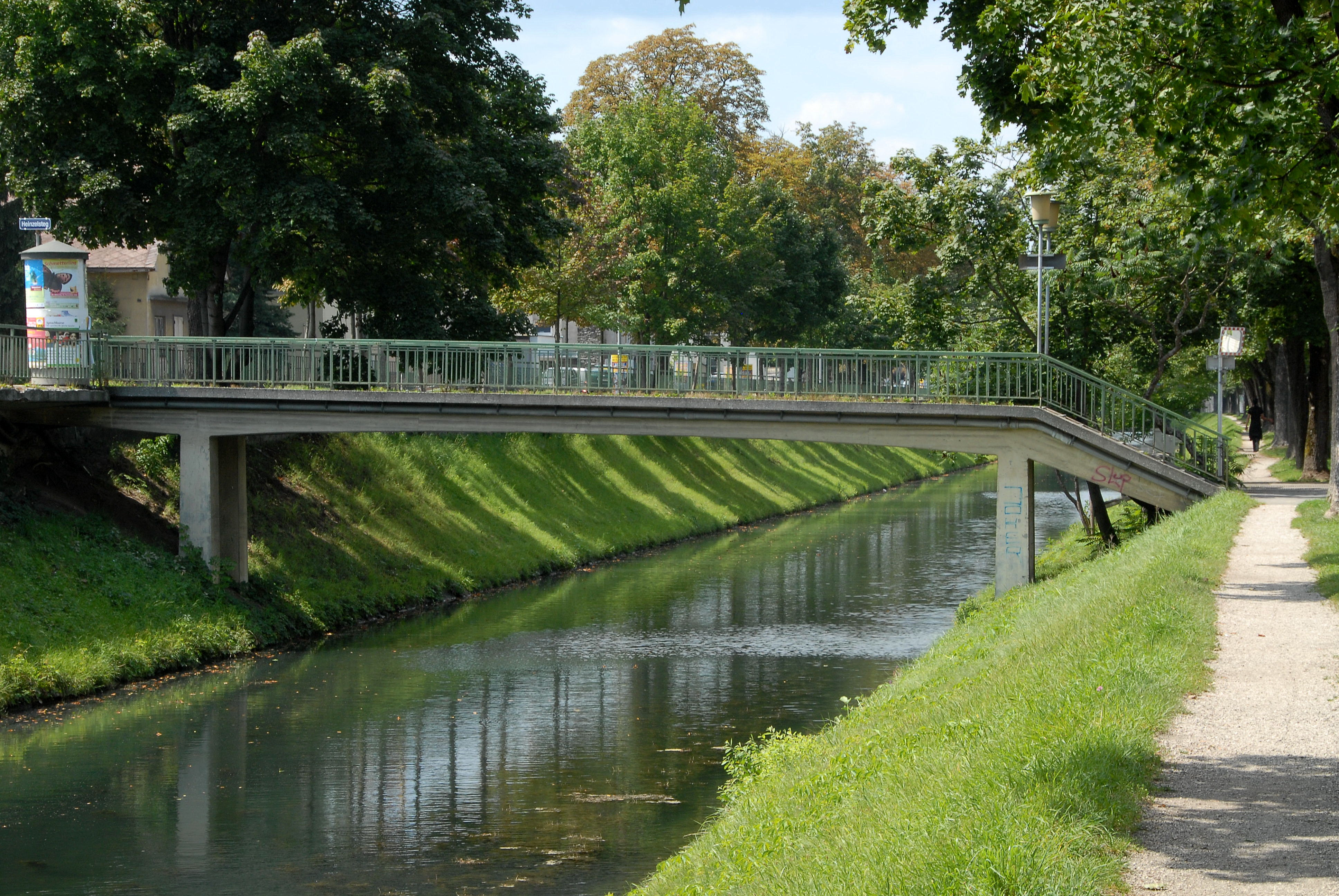
Heinzelsteg aus dem Jahr 1962
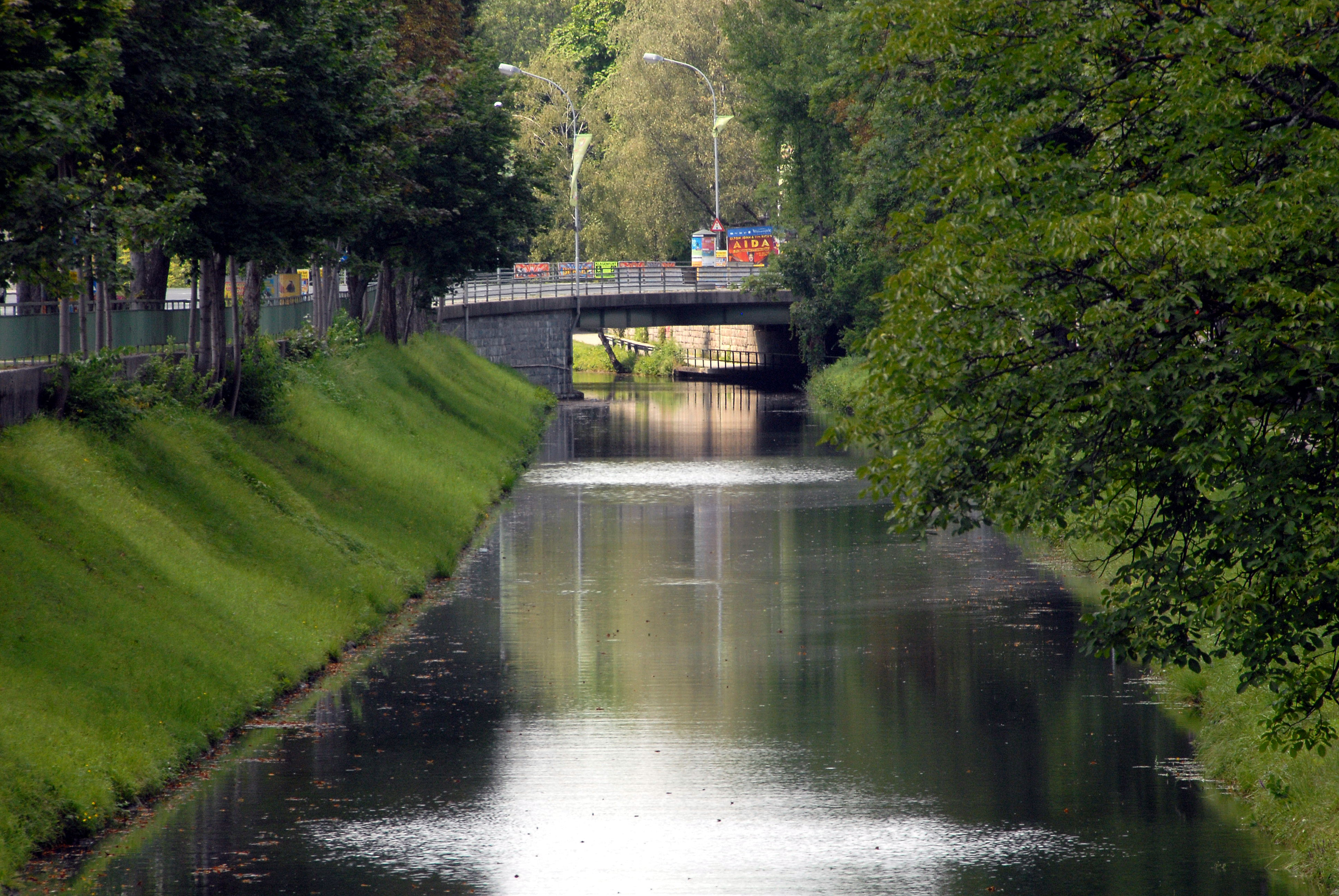
Paternioner Brücke
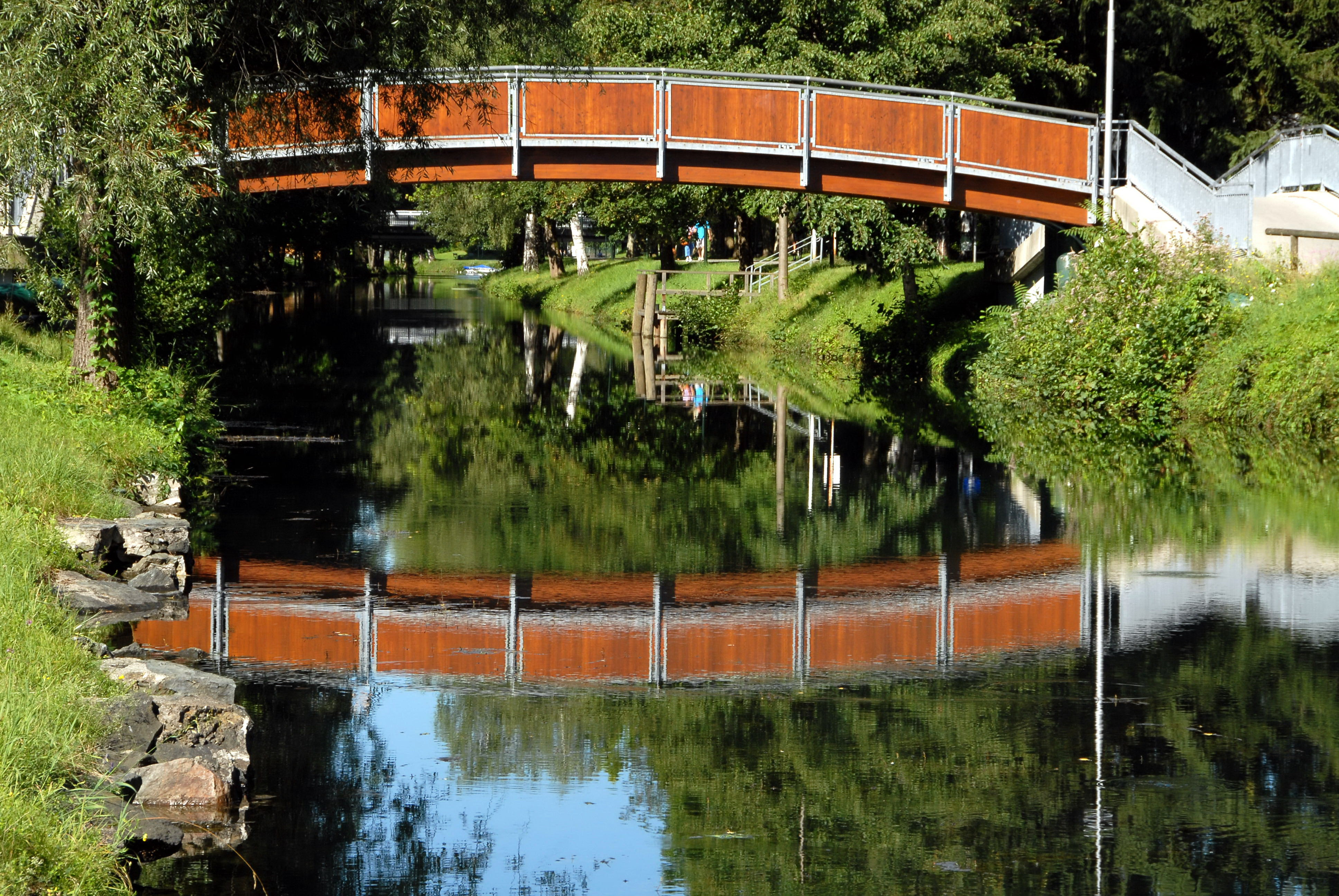
Loreleisteg – Ostansicht

### Wörthersee-Süduferstraße
Zwischen Minimundus und dem Europapark führt die Wörthersee-Süduferstraße über eine der drei Lendkanal-Autobrücken von der Villacher Straße nach Maiernigg. Vor ihrer Errichtung begann die Süduferstraße bei der Paternioner Brücke. Seit 2007 ist diese Brücke vierspurig ausgebaut.

### Lorettosteg (Metnitzstrand-Steg)
Dieser überdachte Steg aus Holz verbindet den Metnitzstrand – benannt nach dem ehemaligen Bürgermeister Gustav Ritter von Metnitz – mit der gegenüberliegenden Wilsonstraße. Er wurde in den 1990er Jahren neu errichtet und ist der letzte Übergang über den Kanal vor Maria Loretto. In unmittelbarer Nachbarschaft liegt die Lendcanaltramway sowie das Stadtverkehrs- und Kinomuseum.

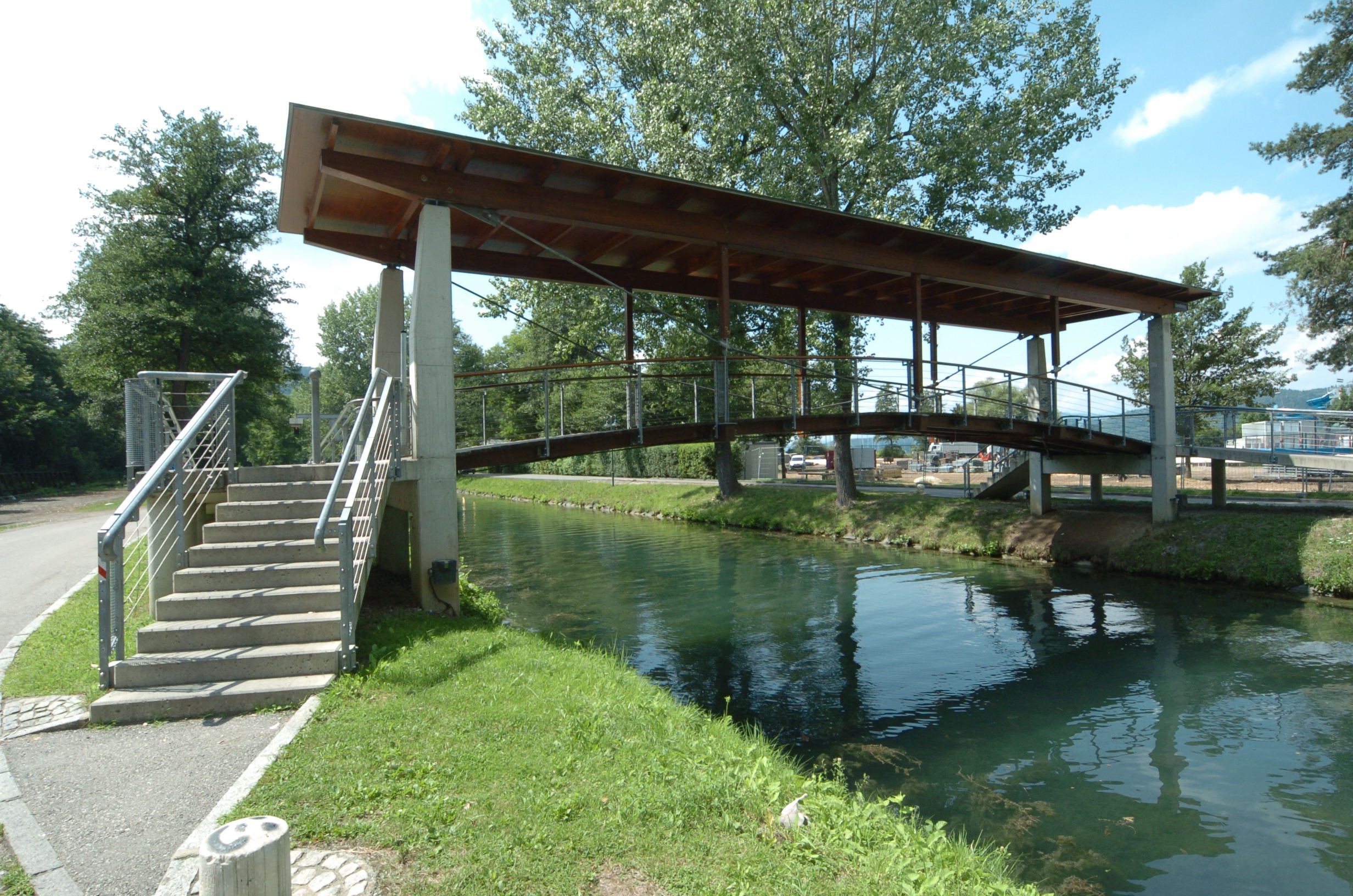
Lorettosteg
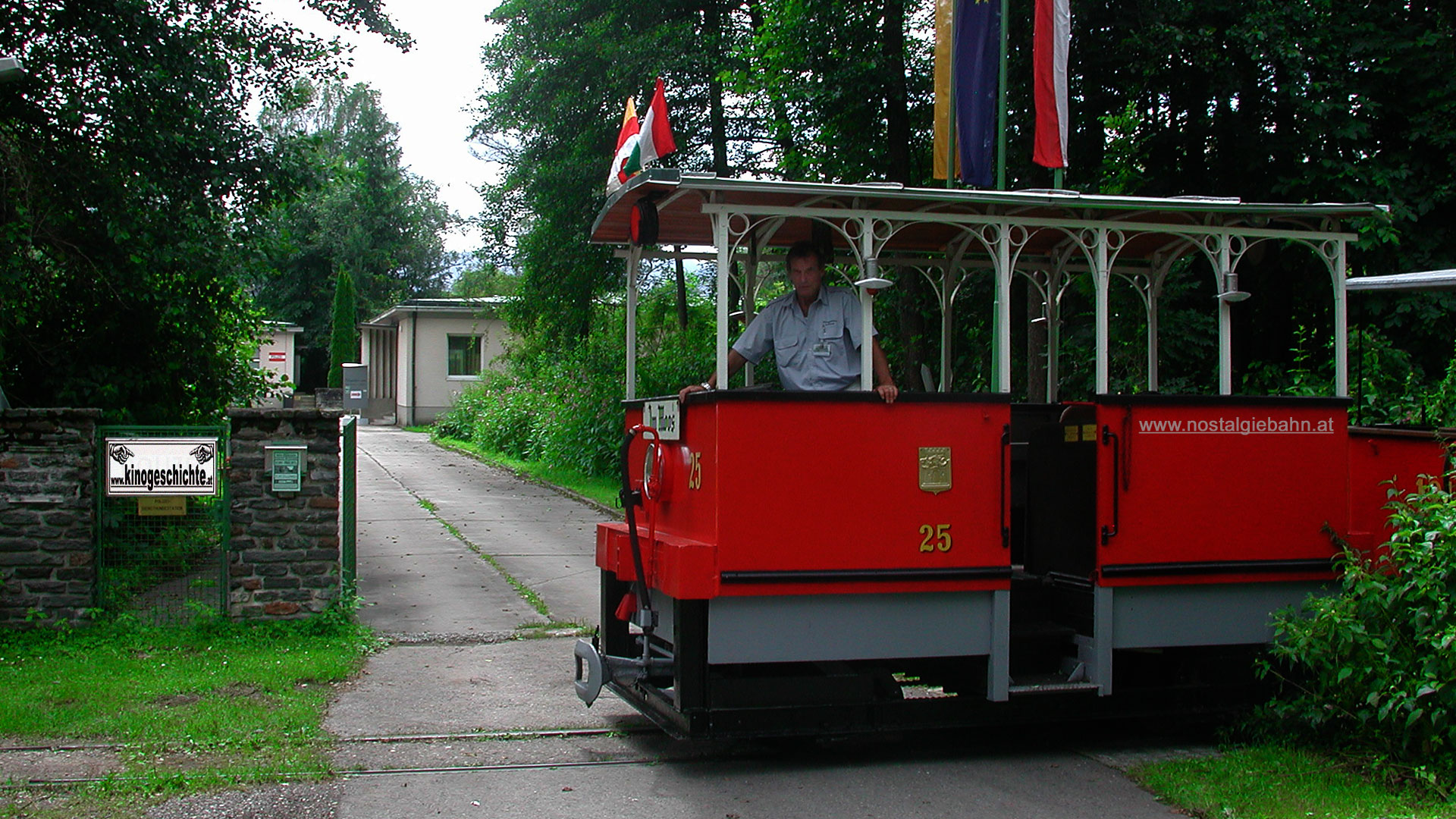
Lendcanaltramway